# Petch Laohaserikul
Petch Laohaserikul (thailändisch เพชร เลาหเสรีกุล, * 17. Februar 1998) ist ein thailändischer Fußballspieler.

## Karriere
Petch Laohaserikul erlernte das Fußballspielen in der Jugendmannschaft von Muangthong United. Hier unterschrieb er 2020 auch seinen ersten Vertrag. Der Verein aus Pak Kret, einem nördlichen Vorort der Hauptstadt Bangkok, spielte in der höchsten Liga des Landes, der Thai League. Anfang Januar 2021 wurde er an den Udon Thani FC ausgeliehen. Der Verein aus Udon Thani spielte in der zweiten Liga, der Thai League 2. Sein Profidebüt gab er am 6. Februar 2021 im Auswärtsspiel beim Sisaket FC. Hier stand er in der Startelf und spielte die kompletten 90 Minuten. Für Udon Thani bestritt er zwölf Zweitligaspiele. Am Saisonende kehrte er nach Muangthong zurück. Zu Beginn der Saison 2021/22 wechselte er zum Zweitligisten Ayutthaya United FC. Für den Verein aus Ayutthaya bestritt er ein Ligaspiel. Im Januar 2022 wechselte er bis Saisonende zum Amateurligisten Ayutthaya FC. Im Sommer 2022 nahm ihn der Drittligist Koh Kwang FC unter Vertrag. Mit dem Verein aus Chanthaburi spielte er neunmal in der Eastern Region der Liga. Nach der Saison wurde sein Vertrag nicht verlängert.